# ناحیه آیرس، شهرستان شمپین، ایلینوی
ناحیه آیرس، شهرستان شمپین، ایلینوی (به انگلیسی: Ayers Township) یک منطقهٔ مسکونی در ایالات متحده آمریکا است که در شهرستان شمپین، ایلینوی واقع شده‌است. ناحیه آیرس ۴۵۳ نفر جمعیت دارد و ۲۱۴ متر بالاتر از سطح دریا واقع شده‌است.